# Athanagor Wurlitzer

Athanagor Wurlitzer, obsédé sexuel non pratiquant est une série de bande dessinée, du nom du personnage créé dans le magazine Fluide glacial.
- Scénario et dessins : Maëster

## Le personnage
Athanagor Wurlitzer est un petit homme, au physique peu avantageux, qui se définit comme un abject obsédé sexuel. En réalité, il s'agit d'un garçon sympathique, poli, timide et romantique, et très maladroit avec les femmes.
Il essaye de les aborder, les plus belles évidemment, en inventant les stratagèmes les plus fous pour pouvoir profiter de leur beauté. Mais sa maladresse enclenche une série d'échecs cuisants pour le personnage, qui rencontrera au fil de ses aventures un James Bond aux mentalités sur les femmes peu évoluées, une Blanche-Neige dépendante à la drogue, un Frankenstein maudit, un lapin échappé du pays d'Alice, un Jean Valjean méconnaissable, un Pinocchio tout aussi obsédé qu'Athanagor, une Mission impossible revisitée par Maëster ou encore Il était une fois dans l'Ouest (de Sergio Leone) revisité avec l'esprit Fluide glacial.
Maëster crée donc un "anti obsédé sexuel" aux aventures très chastes, bien loin de l'humour pornographique de Gotlib dans L'Écho des savanes, (avant de créer une « anti bonne sœur » dans Sœur Marie-Thérèse des Batignolles) avec son humour parodique, absurde, et un dessin caricatural. Il faut aussi, comme dans Sœur Marie-Thérèse, faire l'effort de suivre les innombrables jeux de mots, calembours et allusions comiques dont il émaille ses cases.

## Albums
- Tome 1 : Non pratiquant (12/1986)
- Tome 2 : Genèse (Athanagor Wurlitzer)|Genèse (10/1987)
- Tome 3 : Mode d'emploi (11/1988)

## Publication

### Éditeurs
- Fluide glacial : Tomes 1 à 3 (première édition des tomes 1 à 3).
- Glénat: L'intégrale des Tomes 1 à 3.

### Périodiques
- Fluide glacial